# Протестантизм у Японії

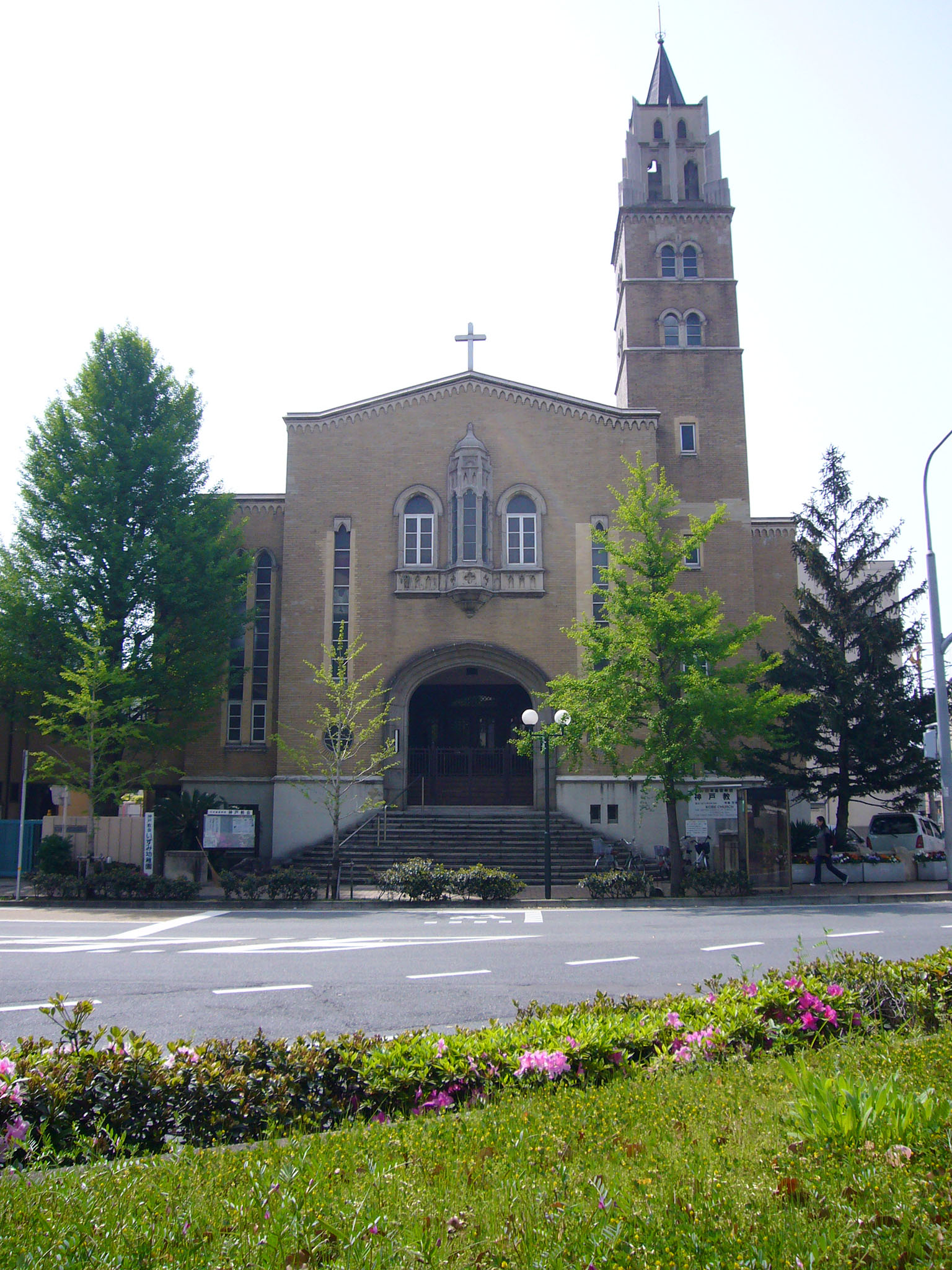
Протестантська церква в Кобе

Протестантизм у Японії — найбільший напрямок християнства країни. За даними дослідницького центру Pew Research Center, у 2010 році в Японії проживало 910 тис. протестантів, які становили 0,7% населення цієї країни. Існують і інші дані; так у довідковому виданні «Операція світ» міститься інформація про 929 тис. протестантів, англіканів і парафіян незалежних церков. За даними «Енциклопедії релігій» Дж. Г. Мелтона в 2010 році в Японії налічувалося 1,177 млн. традиційних протестантів і віруючих незалежних церков.
У 2010 році в Японії діяло 10,9 тис. протестантських парафій. Організаційно, японські протестанти об'єднані в 193 союзи (включаючи англікан та об'єднання незалежних церков).
Етнічно, більшість протестантів у цій мононаціональній країні є японцями. Чимало протестантів і серед проживаючих в Японії: японо-бразильців, корейців, китайців і філіппінців. Протестантами є також більша половина проживаючих в Японії американців і англійців.

## Історичний огляд
Першим християнським місіонером у Японії вважають єзуїта Франциска Ксав'єра, спрямованого на місію особисто Ігнатієм де Лойолою. Франциск Ксав'єр, якого часто називають «апостолом Азії», став першим єпископом Японії. Внаслідок активної діяльності португальських та іспанських місіонерів на  початку XVII ст. кількість навернених у католицизм досягла кількох сотень тисяч людей. У 1614 році сьоґун Токуґава Ієясу видав укази про заборону християнської релігії, у 1639 році було остаточно заборонено сповідування християнства. Християнська громада, піддана гонінням та переслідуванням, припинила своє організоване існування.

### Протестантизм у Японії в ХІХ столітті

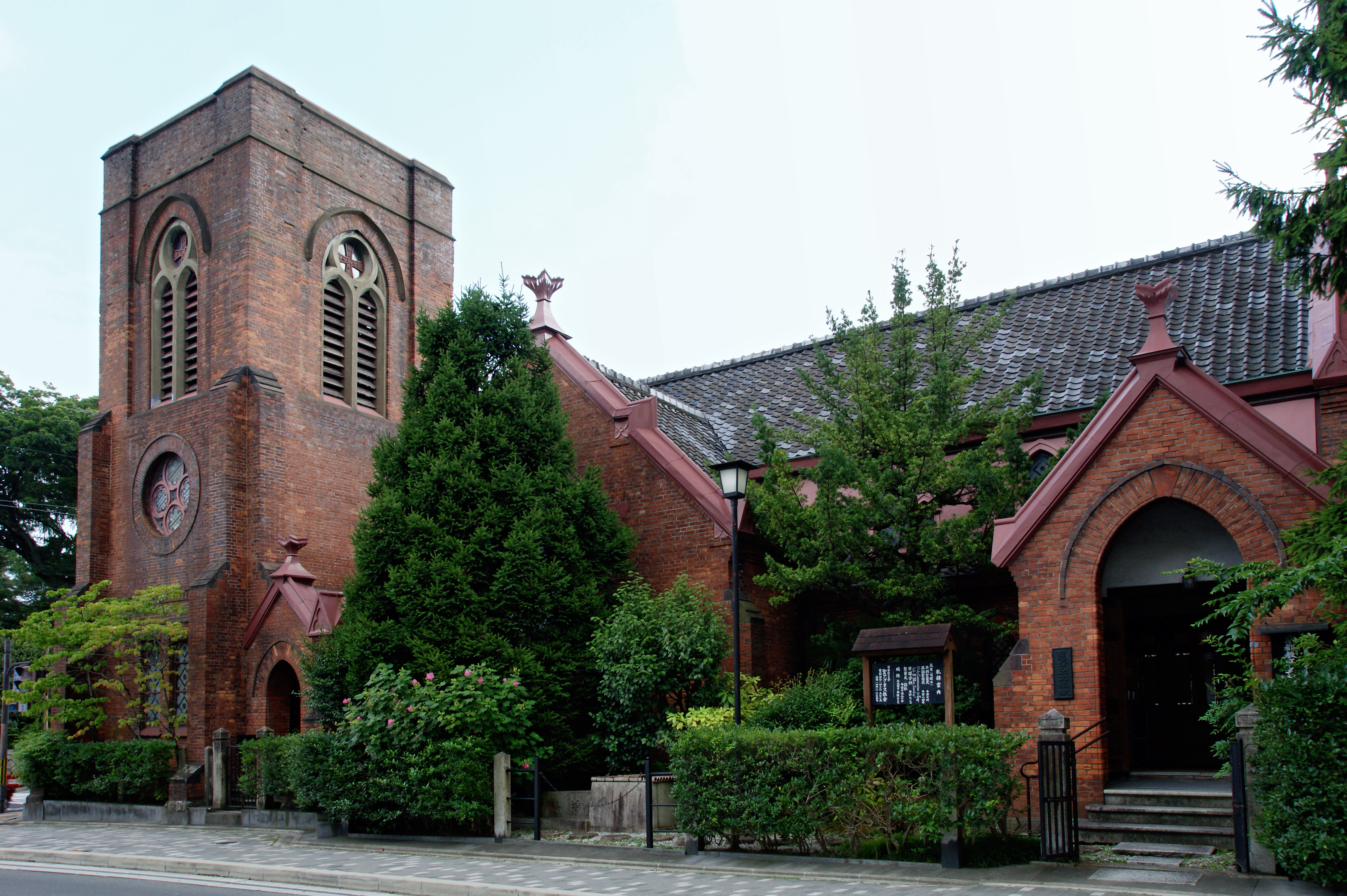
Собор святої Агнії в Кіото, збудований у 1898 році

У 1854 році, з підписанням Канаґавського договору, укладеного між Японією та Меттью Перрі, який представляв США, була завершена ізоляційна політика  Японії. У 1858 році договір підписаний з Японією Таунсендом Харрісом передбачав можливість відкриття християнських церков у країні. Першими, хто скористувався цією можливістю були англікани, пресвітеріани та реформати. Так, вже в 1859 році до Японії прибули місіонери Єпископальної церкви США (Джон Лігінс і Ченнінг Мур Вільямс), Пресвітеріанської церкви США (Джеймс Гепберн), Реформатської церкви Америки (Гвідо Вербек) та Голландської реформатської церкви (С. Р. Браун). Вони розпочали переклад Біблії та іншої релігійної літератури японською мовою та розробили перші стратегії проникнення в закриту японську культуру. У 1869 році до них приєдналися конгрегаціоналісти. Перше десятиліття діяльності  протестантів була обмежена містами Йокогама та Нагасакі. У 1872 році в Йокогамі було збудовано перший протестантський (реформатський) храм. В 1876 році громади, створені американськими пресвітеріанами, голландськими реформатами і шотландськими пресвітеріанами об'єдналися в єдину організацію. У спробі не допустити деномінаційних поділів у Японії перші групи новонавернених об'єднувалися в громади, які іменувалися просто «Церква Христова». У 1877 році було відкрито першу об'єднану протестантську семінарію, багато було відкрито  лікарень, шкіл, будинків для  притулку.
Ще в 1854 році на одному з кораблів коммодору Меттью Перрі, який відвідав Японію, служив матросом баптист Джонатан Скобі (Jonathan Scobie). Скобі повернувся до Японії у 1860 році і служив тут понад 10 років за підтримки Американського баптистського вільного місіонерського товариства. У 1873 році інший баптистський місіонер Натан Браун відкрив у Йокогамі першу в країні баптистську церкву; через три роки баптистська церква з'явилася у Токіо. У 1884 року в Йокогамі почала функціонувати баптистська теологічна школа. У 1890 році на місіонерській конференції більшість баптистських громад об'єдналися в Японський баптистський союз. З 1889 року в країні служать південні баптисти; їхня діяльність призвела до створення в 1947 році Японської баптистської конвенції. Після Другої світової війни ряд американських баптистських організацій направили до Японії своїх місіонерів, що призвело до створення низки нових баптистських союзів.

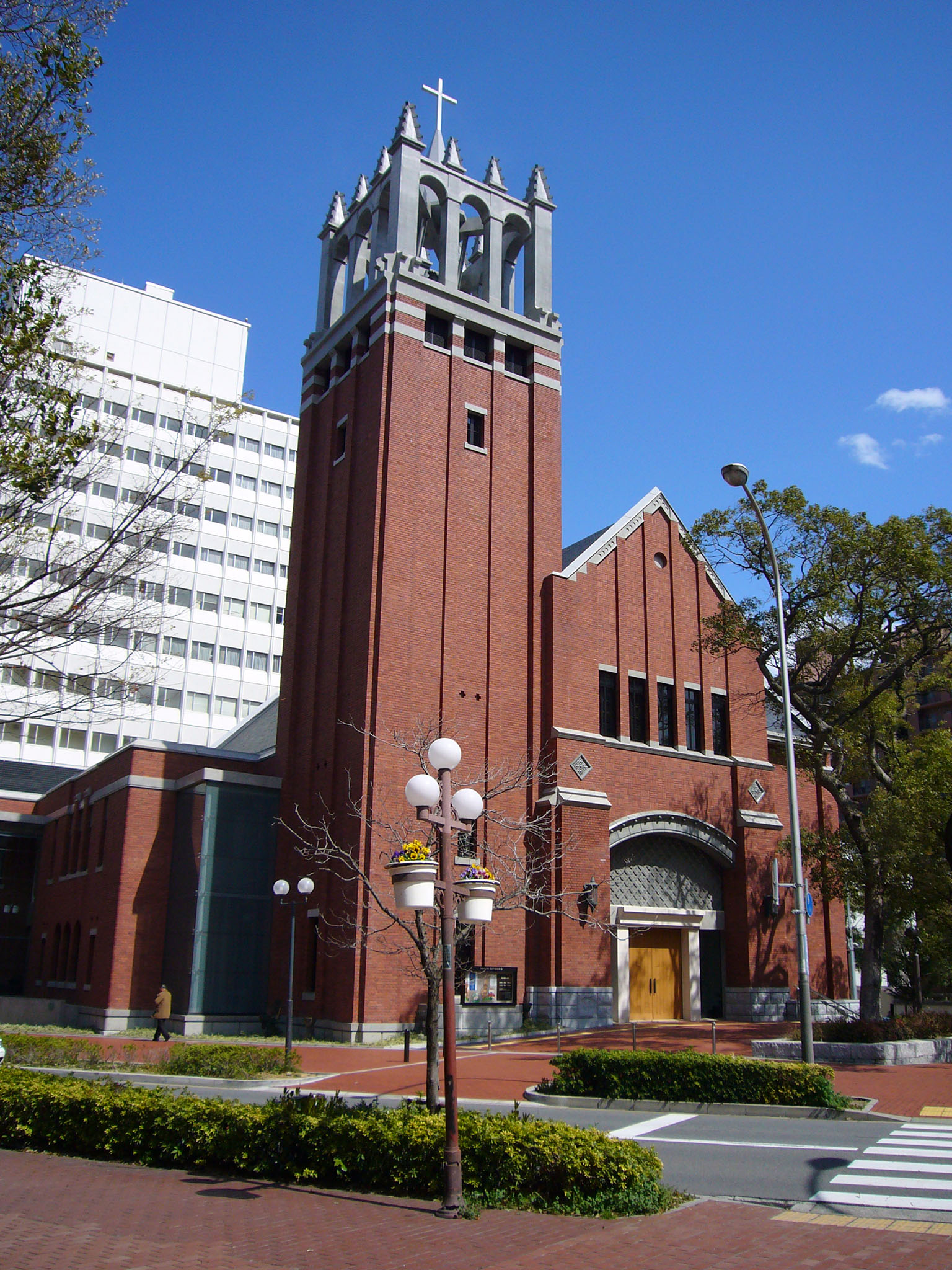
Храм Об'єднаної церкви Христа в Кобе

З 1878 року місіонерську діяльність у країні розпочали методисти. У 1884 році до Японії прибула місіонерська пара квакерів - Джозеф і Сара Косанд.
У 1889 році адвентистський проповідник Абрам Ла Рю відвідав Йокогаму і Кобе. Коли Стівен Хаскелл відвідав Японію наступного року, він знайшов кілька людей, зацікавлених у питаннях суботи і хрестив одну людину. У 1896 році в країну прибули перші постійні адвентистські місіонери - У. Грейнджер і Терухіко Окохіра, японський емігрант у США. Місіонери відкрили біблійну школу в Токіо. У 1899 році 25 віруючих організували першу адвентистську церкву. В 1917 році адвентистські церкви організували Японську конференцію церков.
У вербну неділю 1893 року в місті Саґа своє перше богослужіння провели американські лютерани. Пізніше до них приєдналися лютерани з Данії та Фінляндії і в 1900 році в Саґі було збудовано першу лютеранську церкву. У 1922 році служіння лютеран оформилося у  створення Японської євангелічної лютеранської церкви. Після Другої світової війни в країні були створені й інші лютеранські союзи - Японська лютеранська церква (1948 рік, пов'язана з Синодом Міссурі), Японська лютеранська братська церква (1949), Західна японська євангелічна лютеранська церква (1949). Норвезькі лютеранські місіонери, вислані з Китаю в 1951 році, перебралися в район Кінкі і заснували в 1963 році Євангелічну лютеранську церкву Кінкі.
У 1895 році «генерал» Вільям Бут відправив до Японії 13 офіцерів Армії Спасіння, керованих полковником Едвардом Райтом. У роки Другої світової війни японська філія Армії Спасіння була змушена припинити закордонні контакти; після війни «спасенців» очолив бригадир Чарльз Девідсон.
Наприкінці ХІХ століття в  Японії налічувалося близько 100 тис. протестантів.

### Японські протестанти в XX столітті

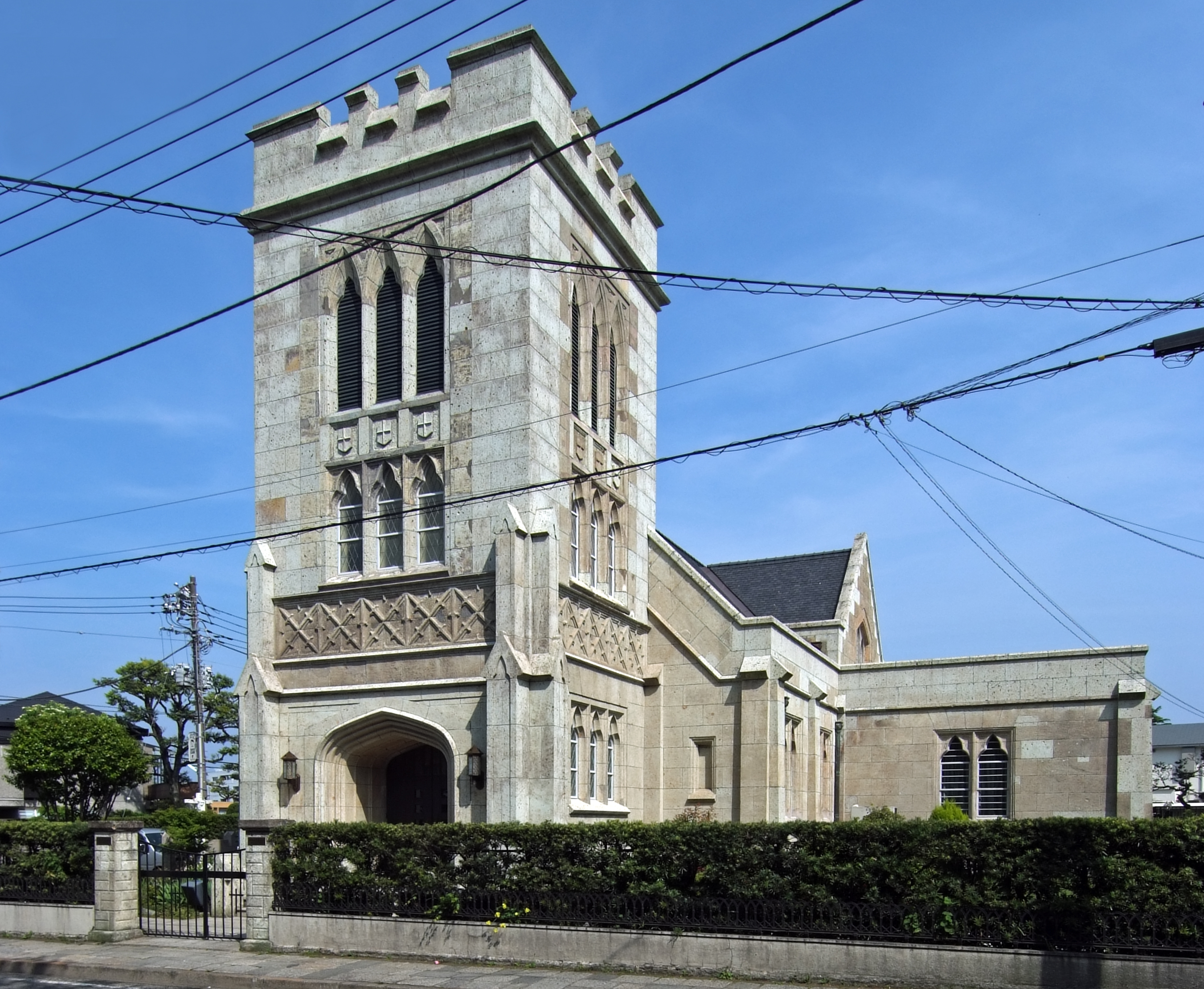
Англіканська церква в Йокогамі, побудована в 1930 році

На рубежі XIX - XX століття в Японії з'явились три перфекціоністські церкви — Християнський та місіонерський альянс (1891), церква назарян (1905) та Церква Бога (Андерсон, Індіана) (1908). У 1945 році Давид Цудата заснував перфекціоністську місію «Еммануїл», яка стала незалежною церквою.
На початку XX століття японський християнин К. Юкімура (1861-1930) став біля витоків так званого Позацерковного  християнського  рух. Вважаючи, що японські церкви роблять помилку, копіюючи богослов'я, літургію та порядок західних церков, Юкімура створив організацію, в якій не було пасторів і яка керувалася мирянами.
У 1909 році серед корейської меншини (переважно студентів) розпочав служіння пастор Пресвітеріанської церкви Кореї Хан Сок По. У 1934 році служіння сформувалося в  Корейську християнську церкву Японії.
У 1913 році Карл Юргенсон зі своєю родиною переселився до Японії і почав проповідь п'ятдесятництва. Наступного року до країни прибули місіонери з Асамблеї Бога. До 1940 року в  Асамблеї Бога налічувалось 15 церков. До цього часу в самій Японії зародилися кілька місцевих п'ятидесятницьких церков — Славна євангельська християнська церква (заснована в 1936 Сугітом Котаро, пастором Руху святості ), Церква «Колос живого Христа» (заснована в 1939 Мацубара Кадзухіто, яка вийшла з Руху святості), Християнська ханаанська церква (заснована в 1940 Танігуті Току, наверненим плімутськими місіонерами), Японська церква Христа (заснована в 1940 Койке Тасуо, що вийшов із Позацерковного руху).
У 1940 році японський уряд, намагаючись посилити контроль над християнськими громадами, почав вимагати від протестантів і парафіян вільних церков увійти до складу Об'єднаної церкви Христа в Японії. Англікани, адвентисти та деякі церкви Руху святості, які відмовилися від об'єднання, піддавалися систематичним переслідуванням. У 1946 році частина церков ( баптисти, лютерани, п'ятдесятники та ін. ) вийшли з об'єднання та відновили незалежні союзи. В цей же час відкололася і частина пресвітеріан, створивши Церкву Христа в Японії, Пресвітеріанську церкву в Японії та Камберлендську пресвітеріанську церкву, а також частина реформатів утворили  Реформатську церкву Японії.

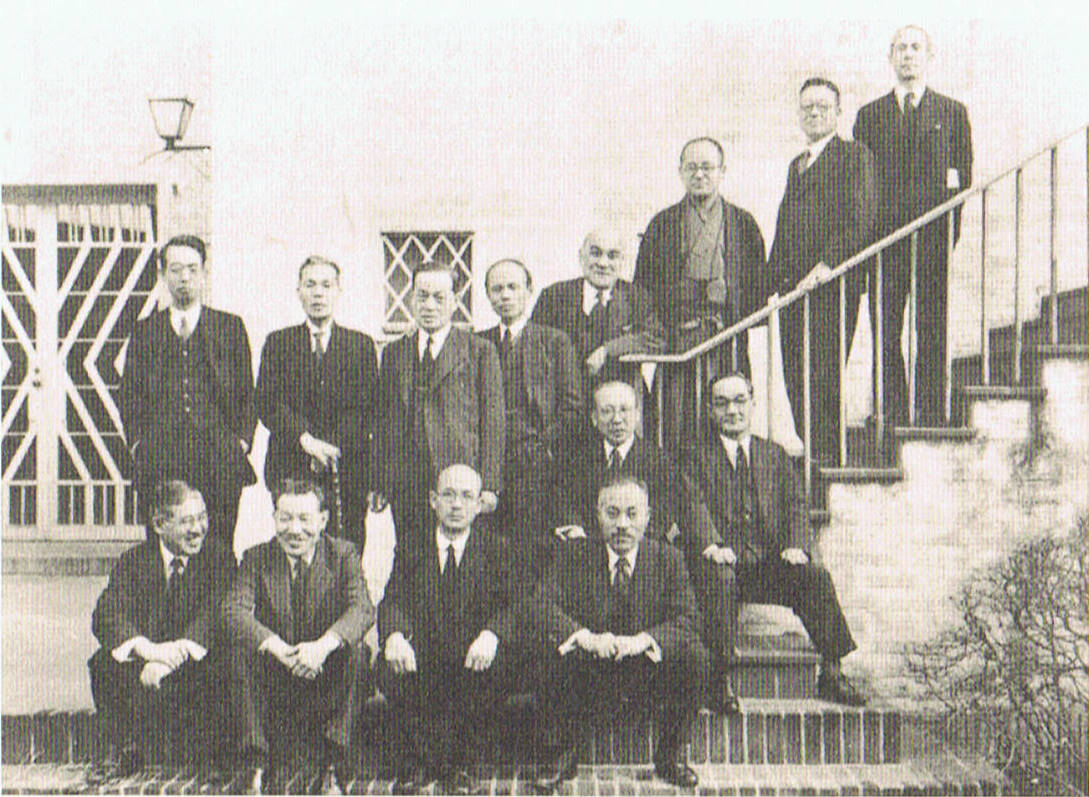
Правління Об'єднаної церкви Христа в Японії у 1940 році

У 1941 році колишній пастор Асамблей Бога Дзюн Мурай після ознайомлення з тайванськими громадами Церкви істинного Ісуса відмовився від тринітаризму і заснував Церкву «Дух Ісуса». Церква значно відійшла від класичного п'ятидесятництва, прийняла доктрину хрещення за померлих; у наші дні її зазвичай відносять до незалежних протестантських маргінальних деномінацій або навіть до нових релігійних рухів. Після Другої світової війни в Японії розпочали служіння п'ятдесятники з церков «Відкритої Біблії» (1950), Церкви чотиристороннього Євангелія ( 1951), Церкви Бога (1954) та ін. У 1974 році в Токіо з'явилася філія Повноєвангельської церкви Девіда Йонгі Чо. З 1982 року в Японії служать місіонери Церкви Бога пророцтв. Водночас, у самій Японії зародилася низка п'ятидесятницьких рухів — Свята церква Ісуса (заснована в 1946 році Оцуком Такежі, що вийшов з Руху святості ), Освячена Христова церква (заснована в 1948 році англіканином Конмото Каопі), рух справжнього (оригінального) Євангелія, або Скинія справжнього Євангелія (заснована в 1948 Ікіром Тешима, вийшла з Позацерковного християнського руху), Японська п'ятидесятницька церква (1951), Християнське євангеліє Окінави (заснована в 1977 році Накахаром Макао, який був навернений плімутськими братами).
У квітні 1949 року в країну прибули меноніти Генрі та Лідія Тільмани. Їхнє служіння розширилось у створення Японської менонітської братньої конференції. Протягом наступних кількох років до Японії прибули й інші співробітники різних менонітських організацій.
У 1960 році в Японії було 394 тис. протестантів та 2649 протестантських церков ; на початок 1980-х років чисельність протестантів зросла до 860 тис.

## Статистичні дані

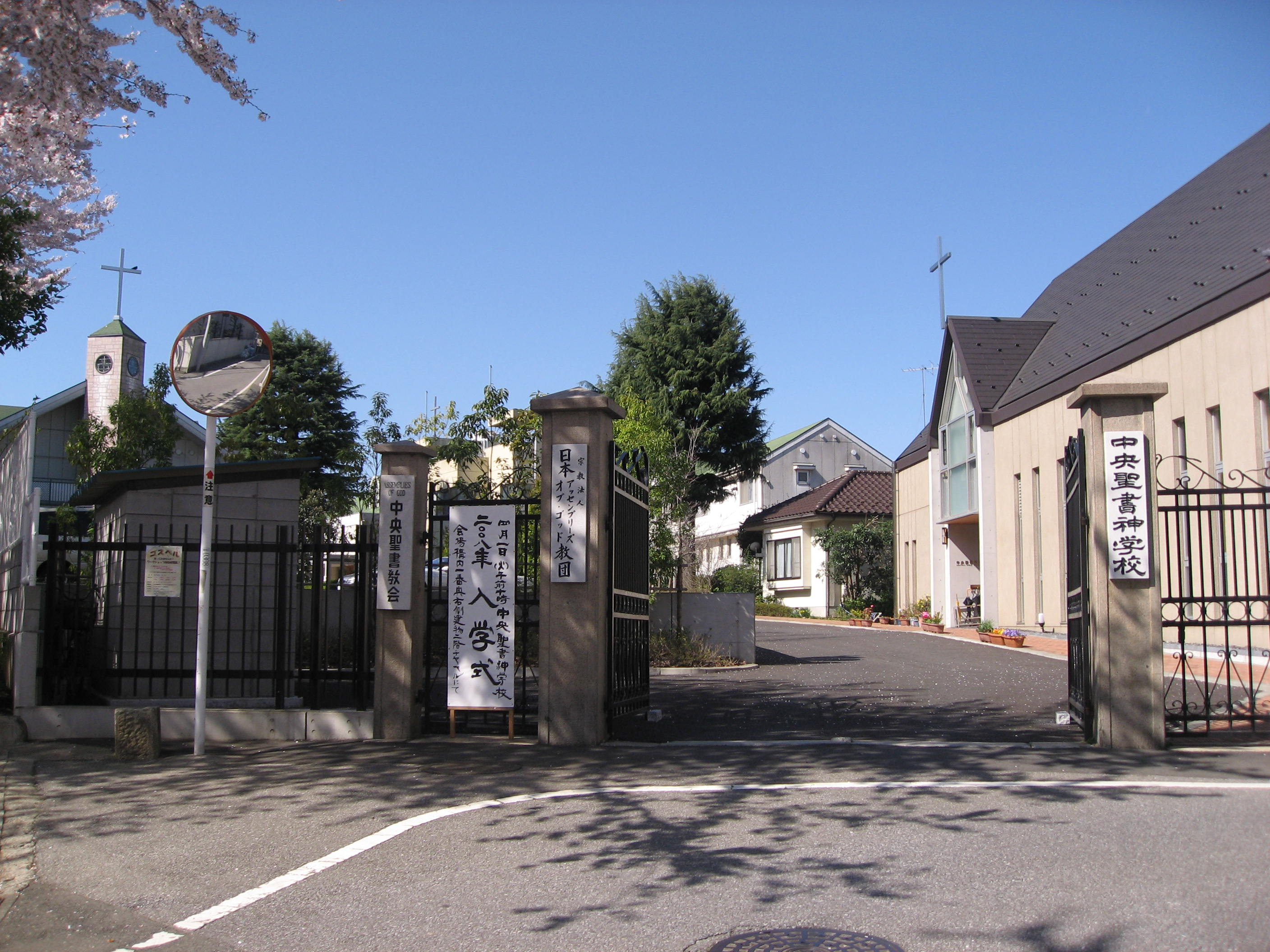
Храмовий комплекс п'ятидесятницьких Асамблей Бога в Японії

Найбільшу конфесійну групу серед японських протестантів становлять п'ятдесятники (257 тис.). Чисельність п'ятидесятників помітно зросла, на початку 1980-х років у Японії налічувалося 20 тис. віруючих цієї конфесії. Більшість п'ятидесятників є парафіянами численних місцевих п'ятидесятницьких церков, таких як рух справжнього Євангелія (10 тис. у 2000 році), Свята церква Ісуса (8,4 тис. у 2010 році), Незалежне п'ятидесятницьке братство (3,2 тис. у 2000 році), Християнська ханаанська церква (2,5 тис. у 2000 році), Християнське євангеліє Окінави (1,5 тис. у 1991 році), Японська п'ятидесятницька церква (1 тис. у 2000 році) та ін. Асамблея Бога налічує в країні 215 церков та 31 тис. парафіян (2010 рік). Повновангельська церква повідомляє про 6,8 тис. парафіян (1999 рік), Церква чотиристороннього Євангелія - 1,3 тис. (2000), церкви «Відкритої Біблії» - 1 тис.
До п'ятидесятників відноситься також церква «Дух Ісуса», яку відносять до незалежних маргінальних протестантських деномінацій. Церква повідомляє про  400 тис. віруючих; незалежні джерела називають цифру в 125 тис. віруючих у 624 церквах. Можливо, статистика церкви включає дані про хрещених померлих японців. На початку 1980-х років церква об'єднувала 37 тисяч. парафіян.
Найбільшим протестантським союзом вважають Об'єднану церкву Христа в Японії. Церква об'єднує громади пресвітеріан, реформатів, конгрегаціоналістів та методистів. У середині 1990-х років вона налічувала понад 430 тис. віруючих, проте згодом кількість її послідовників значно скоротилася (до 196 тис.). Інші кальвіністські громади дуже нечисленні - Церква Христа в Японії (13 тис.), Реформаторська церква в Японії (9 тис.), Корейська християнська церква в Японії (7 тис.), Пресвітеріанська церква в Японії (3 тис.), Камберлендська пресвітеріанська церква (2 тис. ).
Загальна кількість японських баптистів – 63,2 тис. (на початку 1980-х років – 38 тис.). Найбільшими баптистськими союзами  є Японська баптистська конвенція (326 церков, 35 тис. віруючих, у тому числі 16 тис. хрещених членів ) та Японський баптистський союз (73 церкви, 7 тис. віруючих, у тому числі 4 тис. хрещених членів ). У країні також діють Окінавська баптистська конвенція (3,4 тис. членів), Японська консервативна баптистська асоціація християн (2,6 тис. членів) та Японська баптистська конференція (0,5 тис. членів).

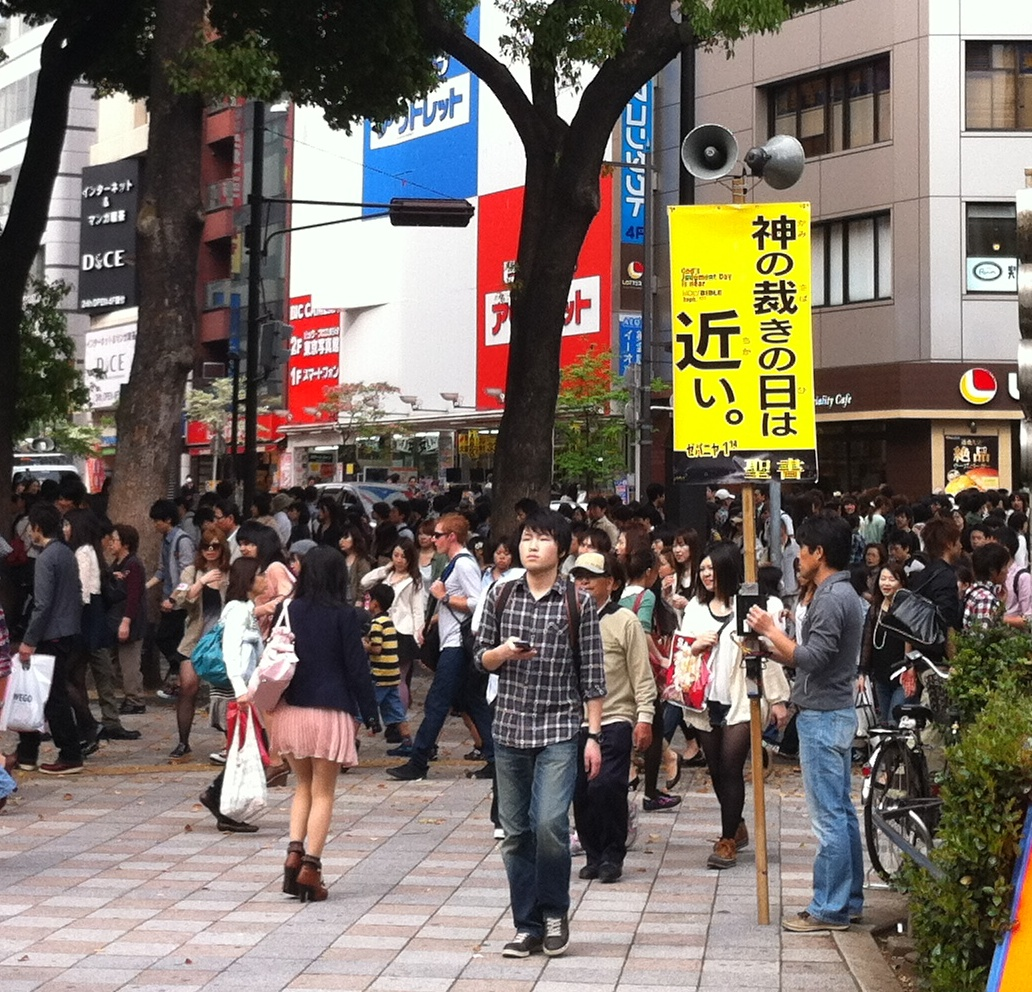
Християнський проповідник з плакатом і гучномовцем на вулиці Токіо, 2012 рік

Японська свята католицька Церква, що представляє в Японії Англіканське співтовариство налічує в країні 57 тис. парафіян. На початку 1980-х років ця церква об'єднувала 55 тис. послідовників.
Позацерковний християнський рух налічує 47,3 тис. віруючих та 751 парафіян. На піку своєї популярності, на початку 1980-х років чисельність  послідовників  складала близько  50 тис. християн.
Лютерани (32,6 тис.) представлені Японською євангелічною лютеранською церквою (22 тис.), Західною японською євангелічною лютеранською церквою (4 тис.), Євангелічною лютеранською церквою Кінкі (2,7 тис.), Японською лютеранською церквою (2 ,7 тис.) та Японською лютеранською братською церквою (1,2 тис.). На початку 1980-х років ця конфесія об'єднувала 25 тис. віруючих.
Окрему групу репрезентують віруючі перфекціоністських церков. Це Японська церква святості (13,5 тис.), місія «Еммануїл» (12,3 тис.), Церква назарян (4 тис.), Церква Бога (Андерсон, Індіана - 0, 5 тис.), Християнський та місіонерський альянс (3,5 тис.). ).
Найбільшою з 5 менонітських організацій (3 тис. хрещених членів) є Японська менонітська братня конференція (1,8 тис. членів).
Іншими протестантськими громадами в Японії є адвентисти сьомого дня (17,1 тис. віруючих, у тому числі 15,3 тис. хрещених членів), Плімутські брати (11 тис.), Армія Спасіння (4 тис.), Учні Христа (2,7 тис.), Новоапостольська церква. У країні діють 5 зібрань квакерів, що об'єднують 161 особу.

## Екуменічний рух
У 1923 році в країні була створена Національна християнська рада Японії. У 1937 році для перекладу та поширення Біблії в Японії було створено міжконфесійне Біблійне суспільство. 1968 року євангельські християни країни утворили Японську євангелічну асоціацію. Нині до цієї асоціації, пов'язаної із Всесвітнім євангельським альянсом, входять понад 100 організацій та церков. Деякі японські протестантські церкви входять до Християнської конференції Азії. Членами Всесвітньої ради церков, крім Японської православної церкви, є 3 протестантські організації країни - Англіканська церква в Японії, Корейська християнська церква в Японії та Об'єднана церква Христа в Японії.